# برج سيفيك
برج سيفيك (بالإيطالية: Torre Civica) هو مبنى تاريخي في مدينة كاستل غوفريدو، في مقاطعة منتوة بإيطاليا. يقعُ الهيكل في ساحة مازيني، في وسط المدينة التاريخي، أو في الجزء الذي يحد قلعة كاستلفيكيو القديمة (بالإيطالية: castellum vetus). على الجانب الأيمن كان قصر النائب (بالإيطالية: Palazzo del Vicario) الذي تم دمجه الآن في قصر جونزاغا-أشيربي. يقع على الجانب الأيسر من قصر جونزاغا-أشيربي وقصر النائب، وقد كانَ هذا البُرج لقرون المركز السياسي للمدينة.

## التاريخ
ينتمي هذا البرج إلى أسوار المدينة الأولى، حيث يعود تاريخ تأسيسه على هيكل موجود مسبقًا وجدران عند قاعدة تبلغُ 1.30 متر إلى القرن الثالث عشر أمّا الساعة العامة عليه فموجودة منذ عام 1438. تم بناء البرج المدني في عام 1492، قبل الارتفاع. يُلصق شعار النبالة الرخامي بسلاح غونزاغا على القوس المار للبرج، والذي كان مُجهزًا ببوابة مرة واحدة، وقد وضع الويسيو غونزاغا نقشين على الجانبين في النصف الأول من القرن السادس عشر.

## البنية

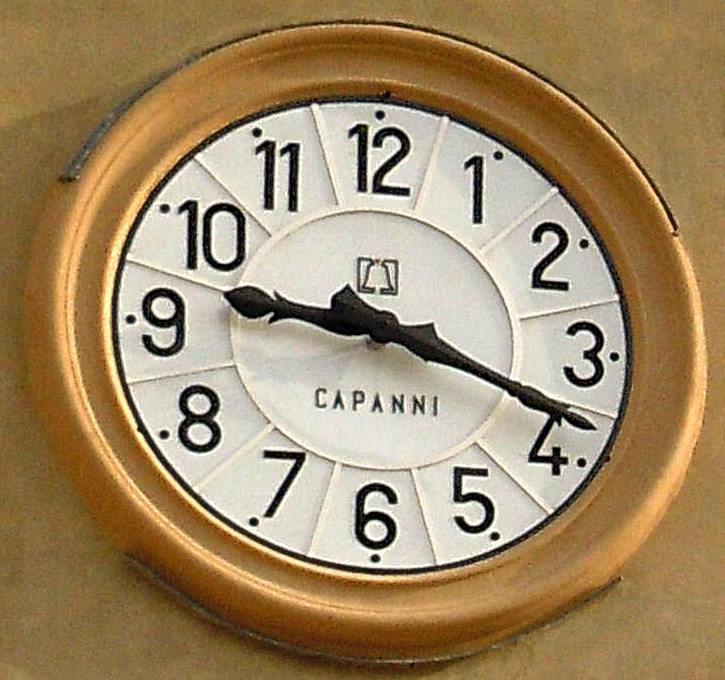
كاستيل جوفريدو، ساعة البرج المدني (1438).

في البداية كانَ البرج مغطّى بسقفٍ يبلغ ارتفاعه حوالي 20 مترًا، وخضعَ لأعمال توسعة سمحت له بالوصول إلى الارتفاع الحالي البالغ 27 مترًا، وقد تم تجهيزه بدرج خارجي على الجانب الشرقي يربط المربع بالجزء الداخلي من البرج، حيث كان يتم إقامة وزير أو محكَمة العدل منذ القرن الخامس عشر وحيث توجد أيضًا غرفة تعذيب. في عام 1492 تم تربيته مع برج جرس جديد لا يزال يستضيف الحفلة الموسيقية لثمانية أجراس، يعود بعضها إلى القرن السادس عشر. في عام 1925 أزيل السقف وتم بناء ساحات غيبلين.

### البرج المائل
أظهر البرج على مدى قرون انحرافًا ملحوظًا عن الاتجاه العمودي، مع وجود علامات خارجة عن الشاقول باتجاه ساحة مازيني. لهذا السبب، في عام 2006، خضعَ البُرج لفحوصات مهمة، وذلك بعدما زادَ معدل خروج الشاقول في العقود الماضية.

## فهرس
- (بالإيطالية) Costante Berselli, Castelgoffredo nella storia, Mantova, 1978.
- (بالإيطالية) Francesco Bonfiglio, Notizie storiche di Castelgoffredo, 2ª ed., Mantova, 2005.
- (بالإيطالية) Carlo Gozzi, Raccolta di documenti per la storia patria od Effemeridi storiche patrie, Tomo II, Mantova, 2003.
- (بالإيطالية) Touring Club Italiano, Lombardia, Milano, 1970.

## روابط خارجية
- (بالإيطالية) Lombardia Beni Culturali. Torre dell'orologio.